# Monseñor Nouel
Monseñor Nouel ist eine Provinz im Zentrum der Dominikanischen Republik.
1992 wurde die Provinz als südöstlicher Teil der Provinz La Vega abgetrennt und ist seitdem eine eigenständige Provinz. Sie ist benannt nach Monseñor Dr. Adolfo Alejandro Nouel y Bobadilla (* 1862, † 1937), Erzbischof von Santo Domingo und späterer Präsident der Dominikanischen Republik im Jahr 1912/13.

## Geografie
Die Provinz Monseñor Nouel liegt zwischen den zwei bestimmenden Städten der Dominikanischen Republik, Santo Domingo und Santiago an der Hauptverkehrsader Carretera Duarte.
Die umliegenden Provinzen sind La Vega, Sánchez Ramírez, San Cristóbal und San José de Ocoa.

## Wirtschaft
Hauptwirtschaftsfaktor der Provinz ist die Agrarwirtschaft und Rinderzucht. Neben den heimischen Produkten des Landes wie Mangos, Orangen und Bananen werden noch Kaffee, Kakao, Reis und Gemüse angebaut.
In der Nähe von der Provinzhauptstadt Bonao, an der Carretera Duarte gelegen, hat der kanadische Falconbridge-Konzern eine Nickelschmelze errichtet. Die Dominikaner sind jedoch über die verhandelten Verträge, die das rücksichtslose Ausbeuten der Bodenschätze erlauben, nicht zufrieden.

## Wichtige Städte und Ortschaften
- Bonao, Provinzhauptstadt
- Maimón
- Piedra Blanca